# 斯維倫格勒市鎮

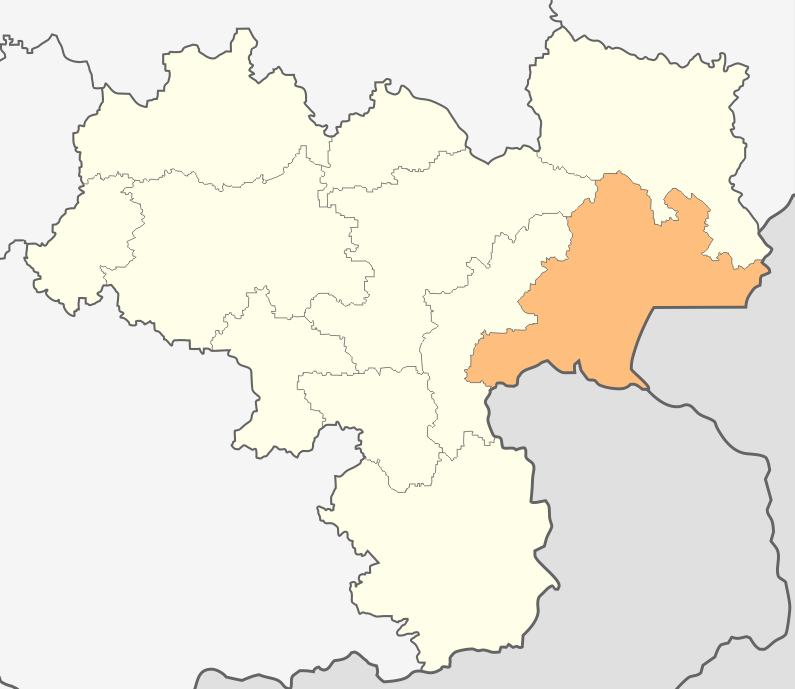

斯維倫格勒市，是保加利亞的城鎮，位於該國南部，由哈斯科沃州負責管轄，首府設於斯維倫格勒，面積700平方公里，2011年人口24,480，人口密度每平方公里34.96人。
41°46′N 26°12′W / 41.767°N 26.200°W